# Alpen-Ringelspinner
Der Alpen-Ringelspinner (Malacosoma alpicola) ist ein Schmetterling (Nachtfalter) aus der Familie der Glucken (Lasiocampidae).

## Merkmale

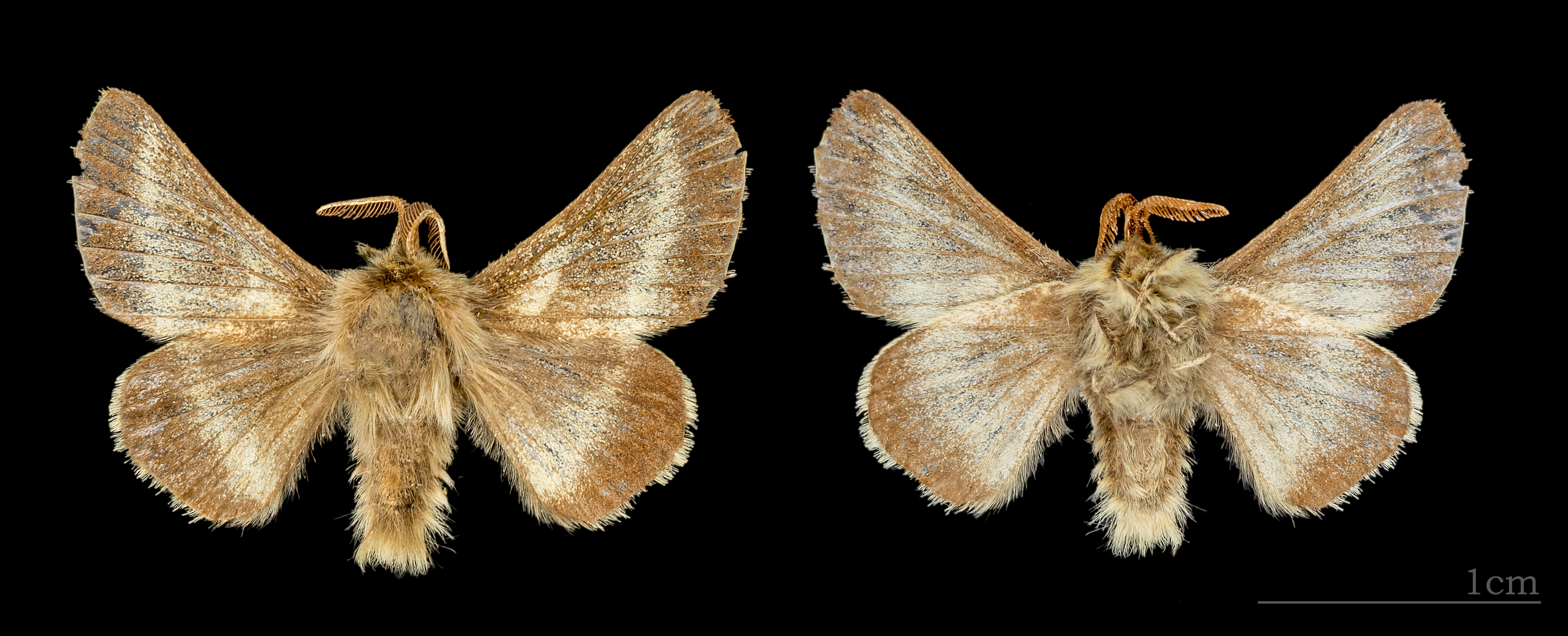
Alpen-Ringelspinner ♂

Die Falter erreichen eine Flügelspannweite von 18 bis 34 Millimetern. Die Männchen haben dunkel graubraun gefärbte Vorderflügel, auf denen zwei gelbliche Querlinien die Flügel etwa dritteln. Die Linie nahe am Flügelansatz ist meistens nur undeutlich gezeichnet. Die Weibchen haben eine rotbraune Flügelgrundfärbung, von den beiden Querlinien ist, wenn überhaupt nur die hintere, nur schwach etwas heller gezeichnet. Die Hinterflügel haben sowohl bei den Männchen als auch bei den deutlich größer gewachsenen Weibchen die gleiche Grundfärbung, wie die der Vorderflügel.
Die Raupen werden ca. 60 Millimeter lang. Sie sind kräftig blaugrau gefärbt und haben am Rücken einen weißlichen Längsstreifen. Daneben kann man breite schwarze, an den Rändern etwas orange gefärbte Längslinie erkennen. Sie sehen den Raupen der Ringelspinner (Malacosoma neustria) sehr ähnlich, sind aber durch die schwarze Längslinie deutlich dunkler gefärbt. Sie haben auch keine Augenflecken auf dem Kopf.

## Vorkommen
Die Tiere kommen in den Zentral- und Südalpen häufig vor, in deutschen Alpen sind sie sehr selten. Sie leben an feuchten alpinen Wiesen oberhalb der Baumgrenze.

## Lebensweise
Die Falter, besonders die Männchen, sind auch tagaktiv. Ihre Paarung findet in der Regel am frühen Nachmittag statt.

### Flug- und Raupenzeiten
Die Falter fliegen in einer Generation im Juli und August.

### Nahrung der Raupen
Die Raupen ernähren sich von sehr vielen verschiedenen Pflanzen, bevorzugen aber Rosengewächse (Rosaceae), wie z. B. Alpen-Frauenmantel (Alchemilla alpina), Gold-Fingerkraut (Potentilla aurea), Echtes Mädesüß (Filipendula ulmaria) und Brombeeren (Rubus fruticosus). Andere Futterpflanzen sind z. B. Zypressen-Wolfsmilch (Euphorbia cyparissias) und verschiedene Sträucher.

## Entwicklung
Die Weibchen legen ihre Eier in um Stängel geringelten Gelegen ab. Die Raupen schlüpfen erst nach einer Überwinterung, entwickeln sich dann aber trotz des rauen Klimas schnell. Die Verpuppung findet in einem Kokon, der zitronengelb bepudert ist, zwischen Pflanzenteilen unter Felsen statt.